# Березнянська селищна рада
Березнянська се́лищна ра́да — адміністративно-територіальна одиниця та орган місцевого самоврядування в Менському районі Чернігівської області. Адміністративний центр — селище міського типу Березна.

## Загальні відомості
Березнянська селищна рада утворена у 1919 році.
- Територія ради: 62,642 км²
- Населення ради: 4 902 особи (станом на 1 січня 2011 року)

## Населені пункти
Селищній раді підпорядковані населені пункти:
- смт Березна

## Склад ради
Рада складається з 22 депутатів та голови.
- Голова ради: Павленко Володимир Михайлович
- Секретар ради: Мироненко Лариса Федорівна